# 品川王子大飯店

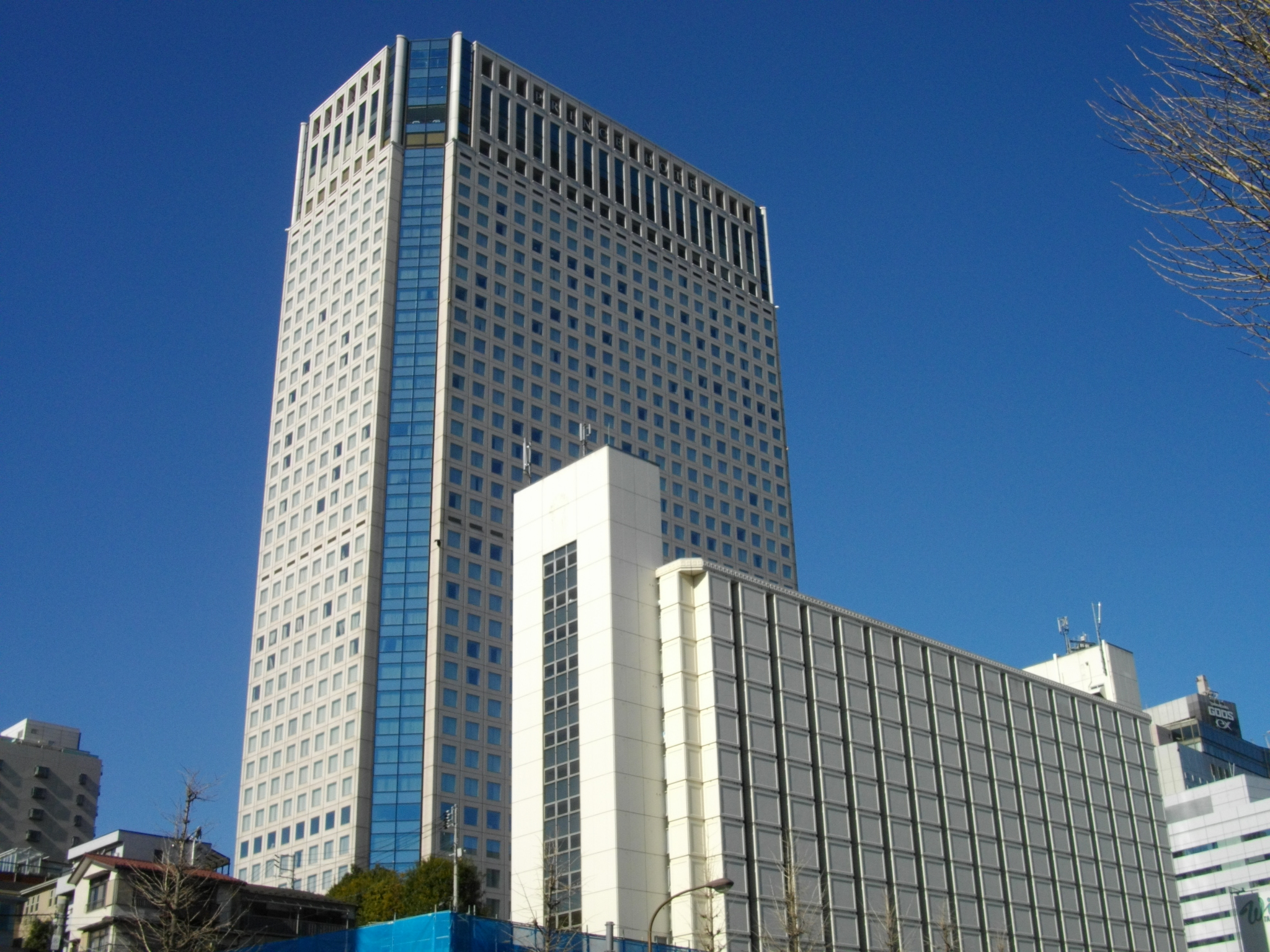

品川王子大飯店（日语：品川プリンスホテル）是位於日本東京都港區高輪的一座飯店，屬於王子大飯店。其客房數多達3,679個，是日本最大規模，也是王子大飯店的旗艦店之一。這座飯店開業於1978年，原址曾是舊毛利元道公爵邸。

## 外部連結
- 品川プリンスホテル （页面存档备份，存于）
- T・ジョイPRINCE品川 （页面存档备份，存于）
- クラブeX （页面存档备份，存于）
- マクセル アクアパーク品川 （页面存档备份，存于）
- 品川プリンス・レジデンス （页面存档备份，存于）